# (74425) 1999 BP
(74425) 1999 BP – planetoida z pasa głównego asteroid okrążająca Słońce w ciągu 5,38 lat w średniej odległości 3,07 j.a. Odkryta 16 stycznia 1999 roku.